# Station Esher
Esher is een spoorwegstation van National Rail in Esher, Elmbridge in Engeland. Het station is eigendom van Network Rail en wordt beheerd door South Western Railway. 